# チコット郡 (アーカンソー州)
チコット郡（英: Chicot County）は、アメリカ合衆国アーカンソー州の南東隅に位置する郡である。2010年国勢調査での人口は11,800人であり、2000年の14,117人から16.4%減少した。郡庁所在地はレイクビレッジ市（人口2,575人）であり、同郡で人口最大の都市でもある。チコット郡は1823年10月25日に設立され、郡名はミシシッピ川のポイント・チコットに因んで名付けられた。
チコット郡周辺のランドマークとしては、北アメリカ最大の三日月湖で、アーカンソー州最大の自然湖であるチコット湖がある。ここはチャールズ・リンドバーグが初めて夜間飛行を行った場所であり、またレイクビレッジ近くにはエルナンド・デ・ソトの埋葬地だという伝説の場所がある。

## 地理
アメリカ合衆国国勢調査局に拠れば、郡域全面積は690.88平方マイル (1,789.4 km2)であり、このうち陸地644.03平方マイル (1,668.0 km2)、水域は46.86平方マイル (121.4 km2)で水域率は6.78%である。

### 主要高規格道路
- アメリカ国道65号線
- アメリカ国道82号線
- アメリカ国道165号線
- アメリカ国道278号線
- アーカンソー州道8号線
- アーカンソー州道35号線
- アーカンソー州道159号線

### 隣接する郡
- デシェイ郡 - 北
- ワシントン郡 (ミシシッピ州) - 東
- イサケナ郡 (ミシシッピ州) - 南東
- イーストキャロル郡 (ルイジアナ州) - 南
- ウェストキャロル郡 (ルイジアナ州)
- アシュリー郡 - 西
- ドリュー郡 - 北西

## 人口動態

人口ピラミッド

以下は2000年の国勢調査による人口統計データである。
| 基礎データ - 人口: 14,117人 - 世帯数: 5,205 世帯 - 家族数: 3,643 家族 - 人口密度: 8人/km2（22人/mi2） - 住居数: 5,974軒 - 住居密度: 4軒/km2（9軒/mi2） 人種別人口構成 - 白人: 43.24% - アフリカン・アメリカン: 53.96% - ネイティブ・アメリカン: 0.13% - アジア人: 0.40% - 太平洋諸島系: 0.02% - その他の人種: 1.41% - 混血: 0.85% - ヒスパニック・ラテン系: 2.88% 年齢別人口構成 - 18歳未満: 27.5% - 18-24歳: 8.6% - 25-44歳: 26.4% - 45-64歳: 22.2% - 65歳以上: 15.4% - 年齢の中央値: 36歳 - 性比（女性100人あたり男性の人口） - 総人口: 94.2 - 18歳以上: 89.9 | 世帯と家族（対世帯数） - 18歳未満の子供がいる: 31.7% - 結婚・同居している夫婦: 43.7% - 未婚・離婚・死別女性が世帯主: 22.0% - 非家族世帯: 30.0% - 単身世帯: 26.9% - 65歳以上の老人1人暮らし: 13.0% - 平均構成人数 - 世帯: 2.58人 - 家族: 3.12人 収入と家計 - 収入の中央値 - 世帯: 22,024米ドル - 家族: 27,960米ドル - 性別 - 男性: 25,899米ドル - 女性: 17,115米ドル - 人口1人あたり収入: 12,825米ドル - 貧困線以下 - 対人口: 28.6% - 対家族数: 23.1% - 18歳未満: 38.3% - 65歳以上: 20.7% |

## 政治
チコット郡は昔から民主党びいきである。過去1世紀でチコット郡を制することができなかった民主党の大統領候補者は、1972年のジョージ・マクガアヴァン1人だけである。最近は共和党支持率が上がる傾向にあるが、最近5回の大統領選挙で共和党候補が総投票数の40%以上を獲得した例は無い。
アメリカ合衆国下院議員選挙ではアーカンソー州第4選挙区に属し、またアーカンソー州上院議員選挙では第24選挙区、アーカンソー州下院議員選挙では第12選挙区に属しており、2012年時点でいずれも民主党議員を送り出している。チコット郡は同棲カップルが養子縁組することを禁じる手段を支持している。

## 都市と町
- ダーモット
- ユードラ
- レイクビレッジ - 郡庁所在地

## 郡区
アーカンソー州の郡はさらに郡区に小区分されている。各郡区には未編入領域と、編入済み自治体がある。現代の郡区にはその維持目的が限られたものになっている。アメリカ合衆国国勢調査局は郡区を元に人口を集計している。また系図調査など歴史的な目的には価値がある。1つ以上の郡区に入っている町や都市は統計調査に基づいて扱われる。チコット郡の郡区は下記リストの3区であり、その中に含まれる町や都市を括弧書きしている。
- ボウイ（ダーモット）
- カールトン（レイクビレッジ）
- プランターズ（ユードラ）